# Győry Loránd
Győry Loránd (Orosháza, 1871. április 11. – Budapest, - 1926. július 30.) földművelésügyi miniszter.

## Családja
Szülei Győry Vilmos író, műfordító, evangélikus lelkész és Székács Etelka, Székács József evangélikus püspök leánya.

## Élete
Jogi tanulmányait a budapesti egyetemen végezte. 
Előbb az Országos Statisztikai Hivatalban dolgozott, majd a Földművelésügyi Minisztérium szolgálatába lépett (1894), miniszteri osztálytanácsos (1907–1914), miniszteri tanácsos (1914−1918). A Károlyi-kormány alatt a Földművelésügyi Minisztérium helyettes államtitkára (1918−1919), a Tanácsköztársaság idején öt hétig fogságban volt (1919). A Friedrich-kormányban, mint helyettes államtitkár, József főherceg kormányzó által a Földművelésügyi Minisztérium megbízott vezetője (1919. augusztus 7.– 1919. augusztus 15.). A Magyar Gazdaszövetség ügyvezető alelnöke (1925−1926).

## Munkássága
Gazdaságpolitikusként az 1910-es években jelentős szerepet játszott az Ausztriával kötött kereskedelmi szerződések előkészítésében a római Nemzetközi Mezőgazdasági Intézet megszervezésében. Az I. világháború alatt nevéhez fűződött az Élelmezési Központ megalakítása
Műfordítóként elsősorban klasszikus és kortárs angol és amerikai ifjúsági műveket, valamint klasszikus művek ifjúságnak átdolgozott változatait tolmácsolta. Az anyaföld c. tudományos darabját a budapesti Uránia Színház mutatta be 1913 februárjában.

## Emlékezete
Nevét viselte az orosházi evangélikus gimnázium cserkészcsapata.

## Művei
- Oroszország közgazdasági helyzete 1891-ben. Földmívelési Értesítő, 1892.
- Békésvármegye közgazdasági helyzete 1891-ben. Földmívelési Értesítő, 1892.
- Oroszország gabonakereskedése. Köztelek, 1893.
- A lombtakarmányról. Földmívelési Értesítő, 1893.
- Az állandó gazdasági tudósítói intézmény hazánkban. Földmívelési Értesítő, 1893.
- Előre! A háború könnye, mosolya és szivárványa. Viccek, történetek, sziporkák, tőrdöfések, dum-dum golyók. Írta az élet, összegyűjtötte a magyar közönség, elrendezte Gy. L. 1–2. füzet. (1–10. kiad. Budapest, 1914.
- A jól nevelt gyermek otthon és az iskolában. Album Klimsch Jenő rajzaival. Szövegét Trojan, I. után írta. Budapest, 1887. (fordítás)
- Hauff, Wilhelm: Regék. Négy színnyomatú képpel. Fordította és átdolgozta. (1–2. kiad. Budapest, 1895.
- Pajeken, Friedrich: Brown Andrew, a vörös kém. Elbeszélés Északamerika nyugati vadonjaiból. Illusztrálta: Bergen Frigyes. 4 táblával. (Budapest, 1895; Illusztrálta Nasser Magda. 2. kiad. 1928; 3. kiad. Indián kalandok címmel. Illusztrálta Nasser Magda. 1939. (Fordítás)
- Beecher-Stowe, Harriet: Tamás bátya kunyhója. Regény. Az ifjúság számára átd. Christian, M. Budapest, 1896. (fordítás)